# 아사케 신호장
아사케 신호장(일본어: 朝明信号場)은 일본 미에현 구와나시에 있는 도카이 여객철도 간사이 본선의 신호장이다.

## 구조
단선 구간(구와나 방면)과 복선 구간(아사히 방면)의 접속 지점에 설치되었던 신호장이다. 위치는, 나고야 기점 27.5km, 구와나 역부터 1.6km의 지점이다. 예전에는, 단선 구간 열차 교환형의 신호장으로, 현재 위치부터 아사히 역 보다도 1km의 지점에 있었지만, 복선화에 의해 단선 복선 접속형 신호장으로 되었다.
신호장 이북(구와나 역 - 아사케 신호장 간)에는 복선에 대응하는 용지는 대략 확보되어 있었지만, 구와나 역 남쪽에 있는 산기 철도 호쿠세이 선의 철교 아래의 공간이 단선이 통행하는 넓이밖에 없어, 옆에도 1개 차선 분의 도로가 있기 때문에, 같은 구간의 복선화는 곤란하다. 1982년의 간사이 본선 전철화의 때에 일본국유철도(당시 국철)는 복선화를 희망해, 호쿠세이 선의 교량 재가설 비용의 부담에 대해서 국철 측의 재가설 분은 국철 부담, 긴키 닛폰 철도 나고야 선의 재가설 분은 긴키 닛폰 철도(긴테쓰 · 당시 호쿠세이 선을 운영)부담을 필요로 하는 제안했던 것의 긴테쓰 측이 긴키 닛폰 철도 나고야 선 측도 포함해서 부담하도록 요구했기 때문에 교섭은 부조없이 끝났다. 그 때문에 이 지점으로의 복선화는 보류되었다. 현재의 위치 사업화의 전망은 없다.

## 주변
- 긴키 닛폰 철도 나고야 선 마스오 역

## 인접 정차역
| 도카이 여객철도 간사이 본선 | 도카이 여객철도 간사이 본선 | 도카이 여객철도 간사이 본선     |
| --------------------------- | --------------------------- | ------------------------------- |
| 구와나 나고야 방면          | ■ 간사이 본선               | 아사히 욧카이치 · 가메야마 방면 |